# Андора на Зимским олимпијским играма 2002.
Андори је ово било осмо учешће на Зимским олимпијским играма. Делегацију Андоре, на Зимским олимпијским играма 2002. у Солт Лејк Ситију су представљала три такмичара (2 мушкарца и 1 жена) који су учествовали у четири дисциплине једног спорта.
Заставу Андоре на свечаном отварању Олимпијских игара 2002. носио је такмичар у алпски скијаш Виктор Гомез.
Спортисти Алдоре су били у групи земаља које нису освојиле ниједну медаљу на олимпијским играма.

## Учесници по спортовима
| Спорт          | Мушкарци | Жене | Укупно |
| -------------- | -------- | ---- | ------ |
| Алпско скијање | 2        | 1    | 3      |
| Укупно(1)      | 2        | 1    | 3      |

## Алпско скијање

### Мушкарци
| Такмичар     | Дисциплина | Резултати      | Резултати             | Резултати             | Резултати             | Пласман/учес. (укуп.) | Детаљи |
| Такмичар     | Дисциплина | 1. трка (плас) | 2. трка (плас)        | Укупно                | Заостатак             | Пласман/учес. (укуп.) | Детаљи |
| ------------ | ---------- | -------------- | --------------------- | --------------------- | --------------------- | --------------------- | ------ |
| Виктор Гомез | велеслалом | 1:17,83 (52)   | 1:15,50 (39)          | 2:33,33               | 10,05                 | 39 / 57 (78)          |        |
| Алекс Антор  | велеслалом | 1:16,66 (46)   | 1:14,73 (37)          | 2:31,39               | 8,11                  | 36 / 57 (78)          |        |
| Алекс Антор  | слалом     | 54,57 (33)     | Није завршио 2. вожњу | Није завршио 2. вожњу | Није завршио 2. вожњу | Није завршио 2. вожњу |        |

### Жене
| Такмичар  | Дисциплина | Резултати      | Резултати              | Резултати              | Резултати              | Пласман/учес. (укуп.)  | Детаљи |
| Такмичар  | Дисциплина | 1. трка (плас) | 2. трка (плас)         | Укупно                 | Заостатак              | Пласман/учес. (укуп.)  | Детаљи |
| --------- | ---------- | -------------- | ---------------------- | ---------------------- | ---------------------- | ---------------------- | ------ |
| Вики Грау | велеслалом | 1:21,24 (45)   | Није завршила 2. вожњу | Није завршила 2. вожњу | Није завршила 2. вожњу | Није завршила 2. вожњу |        |
| Вики Грау | слалом     | 58,13 (35)     | 57,03 (18)             | 1:55,16                | 9,06                   | 24 / 38 (70)           |        |